# ＃っぽいウタ
『○○っぽい曲をつくる!音楽バラエティー #っぽいウタ』（まるまるっぽいきょくをつくる!おんがくバラエティー っぽいうた） は、2021年7月18日（17日深夜）から同年12月25日まで放送された、中京テレビ制作のバラエティ番組・音楽番組。

## 概要
「○○っぽいとは何なのか?」をテーマに、MCのおぎやはぎの2人と「○○」に入るアーティスト・ジャンルのファンであるゲストがトークを繰り広げる。各テーマは前後編に分かれており、後編はテーマに沿った様々なデータを基に番組で作った楽曲「○○っぽいウタ」が披露される。
インターネットではHuluで第1回からすべての回を配信しているほか、YouTubeの番組公式チャンネルでは番組内での名場面や完成した楽曲、放送されなかった未公開場面を見ることができる。
派生番組もあり、2022年1月3日には日本テレビ系列全国ネットで『どこかで見たことある雰囲気バラエティー！ #っぽいネタ』が、同年3月30日（29日深夜）には中京ローカルで『「○○っぽい」を話すと世の中が見えてきた！ #っぽいバナ』が放送された（外部リンク参照）。これらの派生番組も本家同様、MCをおぎやはぎ・進行を阿部が務めている。

## MC
- 小木博明（おぎやはぎ）
- 矢作兼（おぎやはぎ）

## 進行
- 阿部芳美（中京テレビアナウンサー） - 番組ナレーションも兼任。

## スタッフ
- 総合演出：藪木健太郎（共テレ）
- 構成：谷口マサヒト、中澤勇研、桜井智宏・中野俊成
- っぽいバンド：まつきあゆむ、岡田ピロー、ばばばびお、田中匠郎、成瀬篤志
- サウンドエンジニア：一方井聡
- SW：佐藤正人（2021年10月-）
- カメラ：上原洋一、吉永直矢(弥)、中村公俊、竹本真也、安藤亘、猪俣芳郎、安藤広敏
- VE：田中信幸、石井徹
- CA：須藤圭大
- 音声：壁矢香那、安澤貴幸、小原憲
- メイク：木津恵理子
- CGデザイン：デジデリック
- 編集：渡邊寛樹
- 音効/MA：阿部雄太
- MA：木村亮允
- TK：梅澤和世
- 編成：太田真人（中京テレビ）
- 広報：竹内千尋、中島彩花（中京テレビ）
- デスク：大山実弓（中京テレビ）
- AD：川尻百美、伊藤優希、氷室杏沙、真木廉治、佐々木黎、川名智也、新井夏美
- 美術協力：フジアール
- 美術プロデューサー：木村文洋
- 技術協力：IMAGICA Lab.
- 制作協力：Alpha Grid、共テレ
- ディレクター：飛田竜平（アルファ・グリッド）、佐藤孝則（中京テレビ）、浅野慶太、濱島敦志
- AP：石橋迪与（2021年10月-）
- プロデューサー：朝倉千代子（アルファ・グリッド）
- チーフプロデューサー：浅田大道（中京テレビ）
- 製作著作：中京テレビ

### 過去のスタッフ
- デスク：松丸智美（中京テレビ）